# ДНК-метилтрансфераза
ДНК-метилтрансфера́зы (ДНК-метилазы, англ. DNA methyltransferase, DNA MTase, DNMT) — группа ферментов, катализирующих метилирование нуклеотидных остатков в составе ДНК. Активность метилтрансфераз, заключающаяся в переносе метильных (CH3—) групп на азотистое основание цитозин в составе ДНК, ведет к изменению свойств ДНК, при этом изменяется активность, функции соответствующих генов, а также пространственная структура нуклеиновой кислоты (конформация).
ДНК-метилтрансферазной активностью обладают несколько групп ферментов:
- цитозин(C5)-ДНК-метилтрансферазы (КФ 2.1.1.37 Архивная копия от 25 мая 2011 на Wayback Machine) — ферменты, ответственные за поддержание картины метилирования генома клетки;
- ферменты системы рестрикции-модификации, проявляющие КФ 2.1.1.72 Архивная копия от 25 мая 2011 на Wayback Machine (аденин(N6)-ДНК-метилтрансферазная) и КФ 2.1.1.113 Архивная копия от 25 мая 2011 на Wayback Machine (цитозин(N4)-ДНК-метилтрансферазная) активности (которые, в сущности, не являются основными для этих ферментов); примерами могут служить ферменты PvuII и TaqI.

Все известные ДНК-метилтрансферазы используют в качестве донора метильной группы S-аденозил-метионин.
Цитозин(C5)-ДНК-метилтрансферазы катализируют перенос метильной группы от S-аденозил-метионина на остаток цитозина, находящегося в специфической последовательности в двухцепочечной ДНК, с образованием 5-метилцитозина и S-аденозилгомоцистеина. Эта реакция необратима. Сравнение структуры прокариотических и эукариотических ДНК-метилтрансфераз позволяет отнести их к одному классу ферментов. Все эти ферменты представляют собой мономерные белки, содержащие консервативные гомологичные участки (мотивы), ответственные за ферментативные функции. У большинства цитозин(C5)-ДНК-метилтрансфераз насчитывают до 10-ти таких участков. Среди них различают 4 умеренногомологичных мотива (II, III, V, VII), которые могут отсутствовать у некоторых ферментов, и 6 высокогомологичных мотивов (I, IV, VI, VIII, IX, X). Между участками VIII и IX расположен домен TRD (target-recognizing domen, мишень-распознающий домен), длина и аминокислотный состав которого вариабельны.
После репликации ДНК эукариотические ДНК-метилазы метилируют цитозин по сайтам CpG и CpNpG во вновь синтезированных цепях. Далее эукариотические ДНК-метилазы выполняют функцию поддержания метилирования метилирование ДНК de novo по уже отмеченным сайтам.

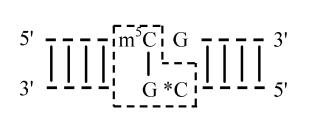
Субстратная специфичность ДНК-метилтрансфераз семейства DNMT1. Полуметилированный дуплекс определяет метилирование цитозина в нижней цепи. Наличие пары *С с гуанином в верхней цепи необязательно. Асимметричный сайт узнавания заключён в рамку

## ДНК-метилтрансферазы млекопитающих
У млекопитающих обнаружены четыре активных ДНК-метилтрансферазы: DNMT1, DNMT2 (TRDMT1), DNMT3a и DNMT3b. Также обнаружен белок, структурно схожий с семейством DNMT3, но не проявляющий метилтрансферазной активности — DNMT3L (DNMT3-like).

### Семейство DNMT1
ДНК-метилтрансфераза семейства DNMT1 мыши представляет собой белок с молекулярной массой 190 кДа, содержащий 1620 аминокислотных остатков. Основная активность этого фермента заключается в метилировании полуметилированных сайтов CpG. Молекула ДНК-метилтрансферазы DNMT1 значительно больше прокариотического фермента за счёт наличия N-концевого регуляторного участка, составляющего ²/3 от всей длины полипептидной цепи. Именно этот участок отвечает за «предпочтение» ферментом полуметилированных сайтов перед неметилированными. Регуляторный N-концевой участок соединён с каталитическим C-концевым при помощи Gly-Lys-повторов. Считается, что ген dnmt1 образовался путём слияния гена прокариотической ДНК-метилазы с одним или двумя генами ДНК-связывающих белков.
N-концевой домен содержит различные специфические последовательности, такие как сигнал ядерной локализации (NLS, nuclear localization signal), цистеин-богатый Zn-связывающий мотив и специальная последовательность, направляющая метилазу в область репликации ДНК (TRF, protein targeting to DNA replication foci). Фермент локализуется в областях репликации ДНК в течение S-фазы клеточного цикла, а после её завершения диффундирует в нуклеоплазму. Также N-концевой домен фермента DNMT1 содержит последовательность, гомологичную репрессору транскрипции HRX, с помощью которой ДНК-метилаза in vivo способна ассоциироваться с деацетилазой гистонов.
Человеческий фермент DNMT1 принципиально не отличается от мышиного.
Фермент DNMT1 имеет несколько изоформ: соматический DNMT1, промежуточный вариант (DNMT1b) и изоформа, характерная для ооцитов (DNMT1o). DNMT1o синтезируется и накапливается в цитоплазме ооцитов, а затем, во время раннего эмбрионального развития, транспортируется в клеточное ядро (соматический же DNMT1 постоянно локализуется в ядре).
Фермент может проявлять аномальную метилирующую активность, в частности, метилируя CpG-пары в области петли одноцепочечной ДНК, уже содержащей метилированные сайты CpG.
Инактивация мышиного фермента DNMT1 приводит к значительному (до 70 %) уменьшению метилирования генома и к гибели развивающихся эмбрионов на 10-11 день развития. Оставшийся уровень в 30 % и способность стволовых клеток к метилированию ретровирусной ДНК de novo обеспечиваются другими ДНК-метилтрансферазами.

### Семейство DNMT2 (TRDMT1)
ДНК-метилтрансфераза DNMT2 состоит из 415-ти аминокислотных остатков и не содержит N-концевого регуляторного домена. Инактивация гена dnmt2 у стволовых клеток мышей не влияло на их способности к поддержанию картины метилирования генома и к метилированию de novo. Аминокислотная последовательность фермента сходна с последовательностями коротких ДНК-метилаз растений, грибов, прокариот. В 2006 году Goll и соавт. показали, что фермент производит метилирование тРНКAsp по цитозину-38 как in vivo, так и in vitro, и не метилирует ДНК. Чтобы отразить функцию фермента в названии, было решено переименовать его в TRDMT1 (tRNA aspartic acid methyltransferase 1, метилтрансфераза тРНК, транспортирующей аспарагиновую кислоту).

### Семейство DNMT3
ДНК-метилтрансферазы DNMT3a и DNMT3b производят метилирование полуметилированных и неметилированных сайтов CpG с одинаковой скоростью. Человеческие DNMT3a и DNMT3b содержат 908 и 859 аминокислотных остатков, соответственно; ген dnmt3b может кодировать и меньшие полипептиды вследствие альтернативного сплайсинга. Гены dnmt3a и dnmt3b активно экспрессируются в недифференцированных эмбриональных стволовых клетках, тогда как в дифференцированных клетках уровень их экспрессии очень низкий. Инактивация этих генов у мышей приводила к гибели особей, в среднем, к четырёхнедельному возрасту.
DNMT3a активнее метилирует сайты CpG, чем CpA, CpT, и CpC. DNMT3a метилирует сайты CpG намного медленнее, чем DNMT1, но быстрее, чем DNMT3b. Несмотря на то, что функции ферментов DNMT3a и DNMT3b во многом перекрываются, имеются также и различия. Так, DNMT3b отвечает за метилирование сателлитных повторов в области центромерного линкера, а мутация гена dnmt3b у человека приводит к ICF-синдрому (immunodeficiency cenromeric instability, иммунодефицитная нестабильность центромер, аномалии лица). ICF-синдром — это редкое аутосомальное рецессивное генетическое заболевание, которое характеризуется дефектами иммунной системы и нарушением нормального строения лица. Синдром связан с нестабильностью центромерного гетерохроматина. При этом основные компоненты гетерохроматина, сателлитные участки DNA II и DNA III, оказываются недостаточно метилированы.
DNMT3L содержит DNA-метилтрансферазный мотив и является необходимым для эффекта материнского геномного импринтинга, оставаясь при этом каталитически неактивным (вследствие отсутствия некоторых ключевых участков, необходимых для осуществления катализа). DNMT3L экспрессируется при гаметогенезе, когда и происходит геномный импринтинг. Отсутствие DNMT3L ведет к биаллельной экспрессии генов, для которых в норме не характерна экспрессия материнского аллеля. DNMT3L взаимодействует с DNMT3a и DNMT3b в клеточном ядре. Хотя DNMT3L неспособен проводить метилирование, белок может принимать участие в репрессии транскрипции (в ассоциации с гистоновой деацетилазой).

## ДНК-метилтрансферазы растений

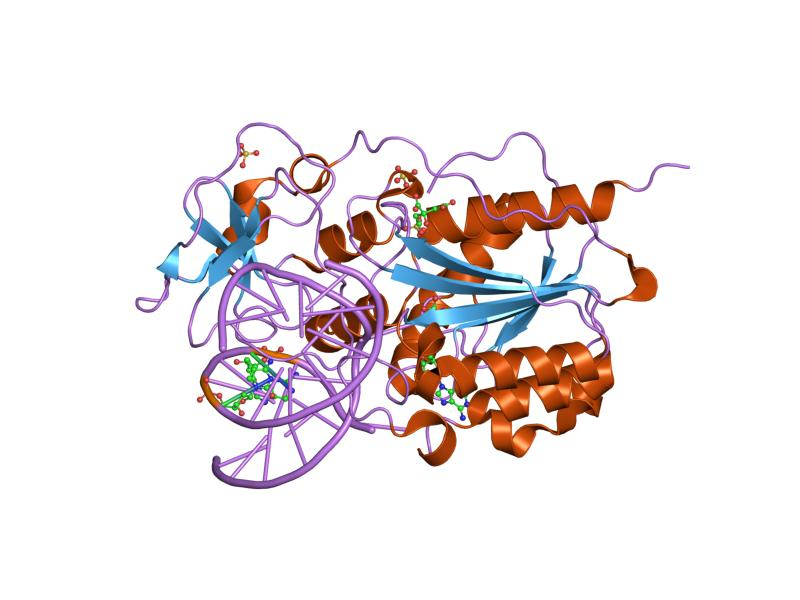
Бактериальный фермент M. HhaI вместе с узнаваемым участком ДНК (фиолетовая спираль). Домен, распознающий мишень фермента образует специфический контакт с краями оснований в большой канавке молекулы ДНК. Большой каталитический домен (голубой) отвечает за перенос метильной группы от S-аденозил-L-метионина (AdoMet) на цитозин. Мишень — цитозин — полностью выворачивается из двойной спирали, глубоко погружаясь в активный центр фермента.

У растений обнаружено три семейства ДНК-метилтрансфераз.

### Семейство Met1
ДНК-метилазы этого семейства сходны с ферментами семейства DNMT1 млекопитающих. У Arabidopsis thaliana (Резуховидка Таля) найдены 2 такие ДНК-метилтрасферазы: METI и METII. Эти белки отличаются от мышиного DNMT1 строением N-концевого домена. Метилазы, гомологичные METI Arabidopsis thaliana найдены у моркови и риса.
В это семейство входит и ген NtMETI табака (кодирует белок в 175 кДА, 1556 аминокислотных остатков), ген ДНК-метилтрансферазы гороха (кодирует белок с массой 174 кДа, 1554 аминокислотных остатков). Наиболее активны данные ферменты в клетках меристем растений.

### Семейство хромометилаз (CMT)
Семейству принадлежат полиморфные ДНК-метилазы. Впервые открыты у Arabidopsis thaliana. Молекулы данных ферментов содержат между I и IV участками хромодомен в 80 аминокислотных остатков, отвечающий за взаимодействие со специфическими белками хроматина и с ядерной мембраной. Белки CMT3 Arabidopsis thaliana и Zmet2 кукурузы осуществляют поддерживающее метилирование ДНК по CpNpG и асимметричным сайтам. Выключение их активности ведёт к реактивации эндогенных транспозонов.
Хромометилазы характерны только для растений.

### Семейство DRM
Семейство ДНК-метилаз, у которых консервативные мотивы переставлены местами и составлены в следующем порядке: VI—IX — X—I — II—III — IV—V. Отсюда и название семейства: domain rearranged methylases, DRM. Гены этих ферментов были найдены у Arabidopsis thaliana, кукурузы, сои. Несмотря на то, что функциональные мотивы перемешены, молекула формирует трёхмерную структуру, подобную прокариотической ДНК-метилтрансферазе HhaI. N-концевой домен содержит убиквитинсвязывающий участок, что создаёт возможность убиквитинирования этих ферментов. По функции эти ДНК-метилтрансферазы сходны с семейством DNMT3 млекопитающих, в частности, они также способны эффективно осуществлять метилирование ДНК de novo по асимметричным сайтам.

### Другие ДНК-метилтрансферазы растений
Существуют и другие ДНК-метилтрансферазы растений, такие как METIII Arabidopsis thaliana, лишённая N-концевого домена.
Во отличие от животных, инактивация ДНК-метилтрансфераз у растений не ведёт к летальному эффекту, однако также приводит к аномалиям развития.

## ДНК-метилтрансферазы грибов

### ДНК-метилтрансферазыAscobolus
У аскомицета Ascobolus обнаружены 2 гена: MASCI и MASK2. Первый кодирует белок с молекулярной массой 61,5 кДА, состоящий из 537 аминокислотных остатков. Он содержит 10 консервативных мотивов, характерных для цитозин(С5)-метилтрасфераз, но отличается более коротким TRD между VIII и IX мотивом и N-концевым доменом, негомологичным таковому у DNMT1. Мутация в гене MASCI не влияет на поддерживающее метилирование ДНК, но нарушает метилирование de novo повторов в ДНК и приводит к стерильности штаммов, гомозиготных по данной мутации. Ген MASK2 Ascobolus принадлежит семейству DNMT1.
Выключение обоих генов не приводит к нарушению поддерживающего метилирования ДНК Ascobolus, что говорит о наличии ещё как минимум одного гена ДНК-метилтрансферазы.

### ДНК-метилтрансферазаNeurospora crassa
У Neurospora crassa имеется один ген ДНК-метилтрансферазы — DIM-2. Белок DIM-2 отвечает за метилирование всего генома, его инактивация ведет к полному деметилированию ДНК Neurospora crassa. Белок состоит из 1454 аминокислотных остатков и принадлежит к семейству DNMT1. Нарушения экспрессии DIM-2 не приводят к заметным аномалиям в развитии гриба.